# Patrick Hillery
Patrick John Hillery, irl. Pádraig Seán Ó hIrighile (ur. 2 maja 1923 w Milltown Malbay, zm. 12 kwietnia 2008 w Dublinie) – irlandzki polityk i lekarz, długoletni deputowany, minister w różnych resortach, pierwszy irlandzki członek Komisji Europejskiej, w latach 1976–1990 prezydent Irlandii.

## Życiorys

### Wykształcenie i praca zawodowa
Urodził się w Miltown Malbay w hrabstwie Clare. Był synem lekarza Michaela Josepha Hillery’ego oraz Ellen McMahon. Kształcił się w szkole rodzinnej miejscowości, później uczęszczał do Rockwell College. W 1947 ukończył studia medyczne na University College Dublin. Podjął praktykę w zawodzie lekarza. W latach 1955–1957 był członkiem National Health Council, pracował też jako okręgowy koroner.

### Działalność polityczna do 1976
W 1951 wystartował w wyborach do Dáil Éireann z ramienia Fianna Fáil w okręgu Clare u boku Éamona de Valery. Uzyskał wówczas mandat deputowanego, który odnawiał w pięciu kolejnych wyborach w 1954, 1957, 1961, 1965 i 1969.
Od czerwca 1959 do stycznia 1973 wchodził w skład irlandzkich rządów premierów Seána Lemassa i Jacka Lyncha. W czerwcu 1959 objął stanowisko ministra edukacji, rozpoczął wówczas reformę systemu oświaty, w ramach których utworzono sieć szkół ogólnokształcących i technicznych. W kwietniu 1965 przeszedł na funkcję ministra przemysłu i handlu, a w lipcu 1966 objął urząd ministra pracy. Następnie do stycznia 1973 był ministrem spraw zagranicznych. Podczas pełnienia tej funkcji w 1972, po wydarzeniach krwawej niedzieli, na forum ONZ zaapelował o pomoc w utrzymaniu procesu pokojowego w Irlandii Północnej. Odpowiadał również za negocjacje akcesyjne Irlandii z Europejską Wspólnotą Gospodarczą, które zakończyły się przystąpieniem Irlandii do EWG.
W styczniu 1973 został pierwszym irlandzkim członkiem Komisji Europejskiej, na czele której stał François-Xavier Ortoli. Objął funkcje wiceprzewodniczącego KE oraz komisarza do spraw społecznych. Działał na rzecz wprowadzenia prawnych gwarancji równych płac dla kobiet i mężczyzn.

### Działalność polityczna od 1976
W 1976 zdecydował się wystartować z rekomendacji swojego ugrupowania w wyborach prezydenckich, które rozpisano w okresie kryzysu politycznego, gdy z urzędu przed końcem kadencji zrezygnował Cearbhall Ó Dálaigh. Patrick Hillery okazał się jedynym kandydatem w tych wyborach, stanowisko prezydenta objął 3 grudnia 1976.
W 1979 musiał zmierzyć się z fałszywymi informacjami dotyczącymi jego życia prywatnego. W tymże roku w Irlandii miała miejsce wizyta papieża Jana Pawła II. W jej trakcie rozpuszczono pogłoski, że prezydent utrzymuje w pałacu prezydenckim kochankę, rozwodzi się z żoną i zamierza zrezygnować z urzędu. Patrick Hillery wkrótce dość niespodziewane zdecydował się na publiczne wystąpienie celem zdementowania tych plotek. Nie ustalono, kto był wówczas źródłem pogłosek. Pojawiła się m.in. teoria wskazująca na wewnętrzne rozgrywki w ramach Fianna Fáil.
W 1981 za radą rządu nie przyjął zaproszenia na uroczystość zawarcia małżeństwa między księciem Karolem a Dianą Spencer.
W 1982 doszło do kryzysu rządowego, gdy niższa izba parlamentu nie przyjęła budżetu  przygotowanego przez koalicyjny rząd Garreta FitzGeralda z Fine Gael. Premier zwrócił się do prezydenta o rozwiązanie parlamentu. Tymczasem do Patricka Hillery’ego połączenia telefoniczne zaczęli wykonywać liderzy opozycyjnej wówczas Fianna Fáil, usiłując wymusić na prezydencie, by nie uwzględnił wniosku. Sprawa ta powróciła w 1990, gdy ujawniono, że jednym z dzwoniących był Brian Lenihan, przyczyniając się następnie do jego porażki w wyborach prezydenckich z 1990.
W 1983 Patrick Hillery postanowił ubiegać się o reelekcję. Ponownie nie wystartował przeciwko niemu żaden kontrkandydat, w związku z czym objął urząd prezydenta na drugą kadencję, którą zakończył 2 grudnia 1990.
Nie prowadził później aktywnej działalności publicznej. W 2002 należał do osób wzywających do głosowania na „tak” podczas drugiego referendum nad traktatem nicejskim.

## Życie prywatne
27 października 1955 zawarł związek małżeński z lekarką Mary Beatrice Finnegan. Mieli dwoje dzieci: syna Johna i córkę Vivienne.

## Odznaczenia
- Krzyż Wielki Orderu Lwa Niderlandzkiego (1986)[17]
- Krzyż Wielki Legii Honorowej (1988)[17]
- Łańcuch Orderu Piusa IX (1989)[18]